# Mascia Musy
Mascia Musy (Roma, 4 settembre 1965) è un'attrice italiana, attiva soprattutto in teatro.

## Biografia
È figlia degli attori Gianni Musy e Rada Rassimov e sorella della doppiatrice Stella Musy; il nonno paterno era l'attore Enrico Glori, napoletano di origini francesi. 
Esordiente nel mondo del teatro a quindici anni nel 1980 con Bambini cattivi, pièce scritta da Enrico Vanzina che vinse il premio Teen Ager Spettacolo come miglior performance collettiva del 1980, si cimentò in seguito con testi teatrali impegnativi quali per esempio La lezione, Senilità, L'idiota, La certosa di Parma, Medea, Anonimo veneziano, Il trionfo dell'amore diretta da registi come Giuseppe Patroni Griffi, Luigi Squarzina, Giancarlo Cobelli e Antonio Calenda.
Anche in televisione debutta adolescente, ne L'isola del gabbiano per la regia di Nestore Ungaro e nella mini serie Boccaccio & C di Grytzko Mascioni. È poi una delle protagoniste de Il buio della valle di Giuseppe Fina e di Quei trentasei gradini di Luigi Perelli. Sempre in televisione è stata conduttrice per la Rai della trasmissione Canal Grande Rai.
Nel 1998 prende parte alla serie televisiva Una donna per amico, in onda su Rai 1. La si ritrova poi nelle miniserie televisive Fine secolo (1998), di Gianni Lepre, e Ombre (2000), di Cinzia TH Torrini. È stata produttrice per Rai 2, oltre che protagonista, di Coriandoli peccaminosi, di Ludovica Marineo. Per Radio Rai, è stata autrice insieme a Ludovica Marineo, del programma radiofonico Intimità (1998). Nel 2001 prende parte al programma televisivo di Rai 1 Assassine, di Duccio Forzano, in cui si narrano le storie di otto assassine illustri del passato.
Con Nekrosius nel 2002 è Sara in Ivanov, interpretazione per la quale ottiene due nomination come migliore attrice non protagonista, al premio Ubu e al premio Eti-Olimpici del Teatro. Nel 2003, interpreta Etty Hillesum in Ascoltami bene, con la regia di Emanuela Giordano; con questa rappresentazione, tratta dai diari e dalle lettere della scrittrice olandese morta ad Auschwitz nel 1943, vince nel 2005 il premio Fondi La Pastora e ottiene la nomination al premio Eti-Olimpici del Teatro come miglior monologo.
Nel 2006 è La locandiera di Goldoni con la regia di Cobelli; la sua Mirandolina ottiene la nomination all'Ubu come migliore attrice protagonista; nel 2007 ottiene la nomination al premio Golden Graal come migliore attrice per Alice delle Meraviglie.
Nel 2008 ritorna di nuovo sotto la regia di Nekrosius con Anna Karenina. L'interpretazione le fa vincere tre premi di prestigio: il Gassman, gli Olimpici del Teatro e l'Ubu, oltre alla nomination al Golden Graal.
È direttore artistico della rassegna romana di teatro civile “Storie necessarie” negli anni 2009 e 2010. Nel 2010 ottiene la nomination come migliore monologo a “Le Maschere del Teatro” con l'interpretazione di Love, racconto della scrittrice Susanna Tamaro. Nello stesso anno è Andromaca per il Ciclo dei Classici all'Olimpico di Vicenza. Intensa è la sua attività nel 2011: è impegnata nell’Antigone di Anouilh, ne La Tana di Kafka per il Napoli Teatro Festival e prende parte alla sua prima esperienza cinematografica in Balla con noi di Cinzia Bomoll, dove interpreta una severa insegnante di danza.
Tre nuove produzioni la vedono protagonista nel 2012: Trovarsi di Pirandello per la regia di Vetrano e Randisi, interpretazione che le ha valso la nomination come miglior attrice al premio le Maschere del Teatro, L'amante di Pinter e il famoso monologo La voce umana di Cocteau.
Sempre nel 2012, per il Napoli Teatro Festival realizza A bocca piena. Con questo spettacolo, nato da un progetto della stessa Musy – che firma drammaturgia assieme alla regista Emanuela Giordano – l'attrice intende far riflettere sul rapporto che l'uomo moderno ha con il cibo; la campagna in difesa degli animali viene testimoniata dalla Musy anche con il suo sostegno a favore della organizzazione americana PETA e dalla Organizzazione Italiana Protezione Animali (OIPA).
Nel 2013 interpreta il personaggio di Caterina ne La Bisbetica domata di William Shakespeare sotto la guida del regista russo Andrej Končalovskij. Nel 2014 Mascia Musy porta in scena Io Lilith, personaggio-simbolo che Luciano Violante racconta nel suo Apocalisse di Lilith, per la regia di Francesco Saponaro.
Nel 2015 inaugura la stagione del Nuovo Stabile Nazionale di Napoli con lo spettacolo In memoria di una signora amica per il decennale della scomparsa dell'autore e regista Patroni Griffi e nel 2016, a seguito di un seminario su Ibsen svolto con Emanuela Giordano, debutta nel ruolo di Nora in Quartetto Casa di bambola.
La stagione 2016-2017 la vede impegnata nel ruolo di Clitennestra nell’Orestea  di Eschilo per la regia di Luca De Fusco e in quello di Blanche in Un Tram che si chiama desiderio di Tennessee Williams per la regia del cileno Cristiàn Plana.
Nel 2017, in omaggio a 40 anni dalla morte della Divina Callas, porta in scena lo spettacolo Master Class per la regia di Stefania Bonfadelli, spettacolo in scena anche nel 2023 per il centenario della nascita.
Nel 2019 interpreta Preghiera per Cernobyl, dall’opera del premio nobel Svetlana Aleksievic, che riceve una nomination come miglior monologo al premio Le Maschere del Teatro; nel 2020 è Anna nell’Anna dei miracoli dell’americano William Gibson, regia di Emanuela Giordano. Sempre con la Giordano nel 2022 è Antonietta Portulano, moglie di Pirandello rinchiusa in manicomio, nello spettacolo Una verde vena di follia di Alessio Arena.

## Vita privata
Era sposata con il giornalista e scrittore Franco Scaglia, deceduto il 6 luglio 2015. Nell’estate del 2017 l’attrice dona all’amministrazione dell’isola di Alicudi, nell’arcipelago delle Eolie, i circa 7000 volumi della biblioteca del marito Franco Scaglia, che in quell'isola ha spesso soggiornato e lavorato ai suoi romanzi di successo. Nasce così, per l'affetto nutrito dalla coppia per l'isola di Alicudi, la Biblioteca tra Cielo e Mare Franco Scaglia.

## Teatro
- Bambini cattivi di E. Vanzina, regia di Aldo Terlizzi (1980)[5]
- Le ragazze di Lisistrata di G. Bartoli, regia di Antonio Calenda (1986)
- Pentesilea di Heinrich von Kleist, regia di Carlo Quartucci (1986)
- Questa sera si recita a soggetto di Luigi Pirandello, regia di Giuseppe Patroni Griffi (1987)
- Casanova a Spa di Arthur Schnitzler, regia di Luca De Fusco (1988)
- Sei personaggi in cerca d'autore di Luigi Pirandello, regia di Giuseppe Patroni Griffi (1988)
- Rosamunde di Franz Schubert, regia di Lorenza Codignola (1989)
- La lezione di Eugène Ionesco regia di Egisto Marcucci (1989)
- Dolce ala della giovinezza di Tennessee Williams, regia di Giuseppe Patroni Griffi (1989)
- Elettra di Sofocle, regia di Guido De Monticelli (1990)
- Trio in mi bemolle di Éric Rohmer, regia di Massimo Morricone (1990)
- La spola di H. Beque, regia di Franco Però (1991)
- Il discepolo del diavolo di George Bernard Shaw, regia di Luca De Fusco (1992)
- Elettra e Clitennestra di F. Mannino, regia di Luciano Lucignani (1992)
- Scuola di danza di Carlo Goldoni, regia di Giuseppe Menegatti (1993)
- Il Ventaglio di Carlo Goldoni, regia di Luigi Squarzina (1993)
- La vocazione coniugale di G. Prosperi, regia di Giorgio Serafini (1994)
- Elettra di G. Manfridi, regia di Walter Manfrè (1994)
- Parole scritte in cartolina di G. Guardigli, regia di Filippo Ottoni (1995)
- Coriandoli peccaminosi di L. Marineo, regia di Massimo Milazzo (1995)
- Senilità da Italo Svevo, regia di Luca De Fusco (1996)
- La finta serva di Marivaux, regia di Luca De Fusco (1996)
- Anfitrione 38 di Jean Giraudoux, regia di Giorgio Serafini (1997)
- Attilio Regolo di Pietro Metastasio, regia di Massimiliano Troiani (1997)
- Cronache italiane da Stendhal, regia di Luca De Fusco (1998)
- L'idiota da Fëdor Dostoevskij, regia di Gigi Dall'Aglio (1999)
- La moglie delle 11 di sera di L.Marineo, regia di Marco Mattolini (1999)
- La certosa di Parma da Stendhal, regia di Luca De Fusco (1999)
- Atalanta di P. Pascolini, regia di Maddalena Fallucchi (2000)
- Persefone di J. Ritsos, regia di Giorgio Gallione (2000)
- Sylvia di A. R. Gurney, regia di Patrik Rossi Gastaldi (2001)
- Lunga notte di Medea di Corrado Alvaro, regia di Gepy Gleijeses (2001)
- Lo sbaglio di essere vivo di A. De Benedetti, regia di Ennio Coltorti (2001)
- I Venexiani di G. Manfridi, regia di Luca De Fusco (2002)
- Ivanov di Anton Čechov, regia di Eimuntas Nekrošius (2002)
- Ascoltami bene dal diario e le lettere di Etty Hillesum, regia Emanuela Giordano (2003)
- Cinema Impero di R. Cavosi, regia di Maurizio Panici (2003)
- Anonimo veneziano di G. Berto, regia di Maddalena Fallucchi (2003)
- Il sole dorme, di S. Antinori, regia di Cristina Pezzolli (2004)
- Il trionfo dell'amore, di Pierre Carlet de Chamblain de Marivaux, regia di Luca De Fusco (2004)
- La locandiera, di Carlo Goldoni, regia di Giancarlo Cobelli (2005)
- Alice delle meraviglie, di Lewis Carroll, regia di Emanuela Giordano (2006)
- Anna Karenina, di Lev Tolstoj, regia di Eimuntas Nekrošius (2007-2009)
- Andromaca di Euripide, regia Alessandro Maggi (2009)
- Love di Susanna Tamaro, regia di Emanuela Giordano (2009)
- Antigone di Jean Anouilh, regia di Maurizio Panici (2010-2011)
- Trovarsi, di Luigi Pirandello, regia di Enzo Vetrano e Stefano Randisi (2012)
- A bocca piena di Mascia Musy e Emanuela Giordano coordinamento scenico Emanuela Giordano (2012)
- La voce umana di J. COCTEAU regia Walter Le Moli (2012)
- L'amante di Harold Pinter, regia Massimiliano Farrau (2012)
- La Tana di Franz Kafka, regia Francesco Saponaro (2012)
- La bisbetica domata, di William Shakespeare, regia di Andrej Končalovskij (2013)
- Io Lilith, di Luciano Violante, regia di Francesco Saponaro (2014)
- In memoria di una signora amica di Giuseppe Patroni Griffi, regia di Francesco Saponaro (2015)
- Quartetto casa di bambola di H.Ibsen, regia di Emanuela Giordano (2016)
- Dalla parte di Zeno di V. Parrella, regia di Andrea Renzi (2016)
- Un tram che si chiama desiderio di Tennessee Williams, regia di Cristiàn Plana (2016)
- Orestea di Eschilo, regia di Luca De Fosco (2017)
- Maria Callas Masterclass di Terrence McNally, regia di Stefania Bonfadelli (2018)
- Preghiera per Cernobyl di S.Aleksjevic, regia di Massimo Luconi (2019)
- Anna dei Miracoli di W.Gibson, regia di Emanuela Giordano (2019)
- Una verde vena di follia di Alessio Arena, regia di Emanuela Giordano (2022)

## Filmografia

### Cinema
- Sono pazzo di Iris Blond, regia di Carlo Verdone (1996)
- Balla con noi, regia di Cinzia Bomoll (2011)

### Televisione
- Boccaccio & C, regia di G. Mascioni (1980)
- L'isola del gabbiano, regia di Nestore Ungaro – miniserie TV (1980)
- Quei trentasei gradini, regia di Luigi Perelli – miniserie TV (1983)
- Domenica, regia di S. Barabass (1984)
- Buio nella valle, regia di Giuseppe Fina – miniserie TV (1984)
- Aeroporto internazionale – serie TV (1985)
- Errore fatale, regia di Filippo De Luigi – film TV (1991)
- Tutti a casa, regia di Riccardo Donna (1994)
- Trenta righe per un delitto, regia di Lodovico Gasparini (1995)
- Una donna per amico, regia di Rossella Izzo – miniserie TV (1996)
- Fine secolo, regia di Gianni Lepre – miniserie TV (1998)
- Ombre, regia di Cinzia TH Torrini – miniserie TV (2000)
- Assassine, regia di Duccio Forzano (2001)
- Vita da Carlo – serie TV, 7 episodi (2024)

## Programmi TV
- Canal Grande (1995) - conduttrice
- Coriandoli peccaminosi (1997) - produttrice

## Radio
Oltre a essere stata interprete di numerosi sceneggiati radiofonici, firma con Ludovica Marineo il programma Intimità su Radio 1 (1998)

### Sceneggiati radiofonici
- Le inchieste del commissario Maigret: Il pazzo di Bergerac (Radio2 Rai, 2002)
- Mata Hari, regia di Arturo Villone (Radio2 Rai, 2003)

## Doppiaggio
- Robin Wright Penn in La promessa
- Kristy Swanson in The Program
- Sally Ming Zeo Ni in Cantando dietro i paraventi
- L'italiana in La sciamana (film 1996)
- Maribel Verdú in Uova d'oro

## Riconoscimenti
- Premio Teen Ager Spettacolo per Bambini cattivi (1980)
- Premio Fondi La Pastora per La Lezione (1989)
- Premio Cretone '95 - UNLP Lazio per Coriandoli peccaminosi (1995)
- Premio Magna Grecia Festival di Taranto per Anfitrione 38 (1997)
- Premio Fondi La Pastora, migliore attrice non protagonista per Ascoltami bene (2005)
- Premio Ubu migliore attrice protagonista per Anna Karenina (2008)
- Premio ETI olimpici del teatro, migliore attrice protagonista per Anna Karenina (2008)
- Premio GASSMAN miglior attrice per Anna Karenina (2008)
- Nomination premio LE MASCHERE DEL TEATRO miglior attrice teatro/dramma "GOLDEN GRAAL" (2009)
- Nomination premio LE MASCHERE DEL TEATRO miglior monologo "Love" (2011)
- Nomination premio LE MASCHERE DEL TEATRO miglior attrice protagonista "Trovarsi" (2012)
- Premio DE SICA per il teatro (2013)
- Nomination premio LE MASCHERE DEL TEATRO miglior monologo "Preghiera per Cernobyl" (2022)

## Direzione artistica
- Storie necessarie (2009-2011), rassegna romana di teatro civile

## Volontariato
Per l'Associazione Bambino Gesù Onlus, Mascia Musy ha realizzato un progetto di audio favole per i piccoli pazienti dell'Ospedale Pediatrico Bambino Gesù dal nome Mascia delle favole.  I testi sono liberamente tratti dalle favole di Perrault, dei fratelli Grimm, Andersen ed altri.